# Кафе «Восьмиугольник»
Кафе «Восьмиугольник» (кафе «Ахтек», нем. Café Achteck) — шутливое название определённого вида общественных туалетов в Берлине.
Такое сооружение состоит из семи окрашенных в зелёный цвет узорных чугунных стен, установленных так, чтобы образовать восьмиугольник. Восьмая грань отсутствует и служит входом в уборную, защищённую от посторонних глаз дополнительной ширмой в три сегмента. Крыша сооружения имеет отверстия для вентиляции. Проект изначально мужской уборной с водным смывом вместимостью на 7 человек принадлежит советнику по городскому строительству Карлу Теодору Рошпатту и датируется 1878 годом. Первые экземпляры кафе «Восьмиугольник» появились уже в 1879 году. Дамские кафе «Восьмиугольник» появились к 1900 году. В 1920 году в Большом Берлине функционировало 142 общественных туалета такого образца.  В начале 1990-х годов была проведена реставрация берлинских кафе «Восьмиугольник», некоторые из них были разделены на мужской и женский туалеты и в них были установлены современные унитазы и раковины для мытья рук. В настоящее время сохранилось около 30 «восьмиугольников».

Кафе «Восьмиугольник» – важные памятки берлинской ЛГБТ-культуры. Со времен своего появления эти помещения использовались для круизинга.